# Cisza krzyczy (piosenka)
Cisza krzyczy – utwór z repertuaru zespołu Skaldowie, skomponowany przez Andrzeja Zielińskiego do tekstu Andrzeja Bianusza, nagrany po raz pierwszy w 1969 roku na potrzeby filmu "Jak powstali Skaldowie" (reż. Stanisław Kokesz). W styczniu 1970 roku Skaldowie nagrali utwór ponownie w studiu Polskich Nagrań i umieścili go na swoim czwartym longplayu - "Od wschodu do zachodu słońca".
Pierwsze nagranie piosenki, pochodzące z filmu, i jej późniejsza, płytowa wersja różnią się względem siebie dość istotnie pod względem brzmieniowym. Nagranie z 1969 roku w swojej aranżacji utrzymane jest bliżej konwencji ówczesnego popu, w dość umiarkowanym tempie i z względnie prostymi fakturalnie partiami instrumentalnymi. Utwór został wykorzystany w jednej z końcowych scen filmu "Jak powstali Skaldowie", ukazującej w żartobliwym ujęciu ewolucję sprzętu nagłaśniającego koncerty grupy. Gdy zespół ponownie nagrywał piosenkę w styczniu 1970 roku na płytę "Od wschodu do zachodu słońca", kompozytor opracował nową aranżację, w której wyraźnie słyszalne są echa inspiracji zaczerpniętych przez Zielińskiego podczas amerykańskiego tournee jesienią 1969 roku. Piosenka nabrała dynamiczności, zarówno poprzez zwiększenie tempa, jak i samej dynamiki, oraz instrumentalnej ekspresji. Dużemu zagęszczeniu uległy partie sekcji rytmicznej, na czele z wybijającymi się synkopowanymi figuracjami gitary basowej, napędzanymi żywiołowym akompaniamentem perkusji. Nowego charakteru brzmieniowego nadało kompozycji wykorzystanie przez Andrzeja Zielińskiego przywiezionych z USA organów Hammonda, na których wykonał bardzo ekspresyjną, rozimprowizowaną partię (z wykorzystaniem efektu głośnika obrotowego i licznymi glissandami) , nawiązującą w estetyce do gatunku soul, a także organistów jazzowych. Kompozytor zaaranżował również partie sekcji dętej - trąbek i puzonów, które pojawiają się we wstępie, o nieco fanfarowym charakterze. W refrenie realizują akordowy akompaniament z kilkoma wstawkami, stanowiącymi kontrapunkt dla głównej melodii śpiewanej przez braci Zielińskich. Zwrotki piosenki utrzymane są w tonacji e-moll, śpiewane zaś przez obu wokalistów unisono, refren natomiast moduluje do tonacji D-dur, a jego melodia realizowana jest przez Zielińskich w dwugłosie. Kulminacją utworu jest następujący po refrenie łącznik, z wznoszącą sekwencją melodyczną, na której tle Jacek Zieliński wykonuje charakterystyczny "krzyk ciszy". Pierwsze nagranie piosenki kończyły wokalne improwizacje towarzyszące wyciszającemu się motywowi trąbek, jednak wersja z 1970 roku wzbogacona została o improwizowane solo organów Hammonda, przy natężonym dynamicznie akompaniamencie sekcji rytmicznej, które na płycie ulega wyciszeniu po kilku minutach. 
Skaldowie wykonywali piosenkę "Cisza krzyczy" na koncertach w 1969 roku i na początku lat siedemdziesiątych. W listopadzie 1970  roku zespół nagrał w Berlinie niemieckojęzyczną wersję utworu, trwającą 5 minut i 28 sekund, z bardziej rozbudowaną partią solową w końcówce. Istnieje również koncertowe nagranie utworu, zarejestrowane w 1972 roku w Leningradzie (wydane w 2007 roku na albumie live, zatytułowanym właśnie "Cisza krzyczy"), którego czas trwania wynosi aż 7 minut, gdzie w końcowych improwizacjach pojawiają się cytaty z utworu "Tamburyn" barokowego klawesynisty J. F. Rameau, a także z piosenki "Sunshine of Your Love" zespołu Cream. W nagraniu tym ponadto partie sekcji dętej są wykonywane przez Jacka Zielińskiego na trąbce solo.

## Muzycy, biorący udział w nagraniu
Nagranie z albumu "Od wschodu do zachodu słońca", styczeń 1970 r.
- Andrzej Zieliński – organy Hammonda, śpiew;
- Jacek Zieliński – śpiew, krzyk;
- Konrad Ratyński – gitara basowa;
- Jerzy Tarsiński – gitara;
- Jan Budziaszek – perkusja;
- Sekcja dęta p/d. A. Zielińskiego;

Nagranie z filmu "Jak powstali Skaldowie", 1969 r.
- Andrzej Zieliński – organy Farfisa Compact Duo, śpiew;
- Jacek Zieliński – śpiew, krzyk;
- Konrad Ratyński – gitara basowa;
- Jerzy Tarsiński – gitara;
- Krzysztof Paliwoda – gitara;
- Jan Budziaszek – perkusja;
- Sekcja dęta p/d. A. Zielińskiego;